# Замок Рохсбург
Замок Рохсбург (нем. Schloss Rochsburg) — средневековый замок в немецком городе Лунценау в федеральной земле Саксония. Основанный в XII веке, и принадлежавший Веттинам, он приобрёл свой современный облик, в основном, в XV—XVI веках. Замечательный образец ренессансной архитектуры в Саксонии.

## Исторический очерк
Как минимум с 1280-х годов Рохсбург был пожалован бургграфам Альтенбурга, и в 1329 году посредством брачного союза перешёл к Отто Лайснигскому. Один из наследников последнего, Альбрехт II ввиду финансовых сложностей был вынужден продать замок Отто из Геры в 1448 году, от которого он вскоре перешёл к Чаславу Шёнфельдскому.
В 1470 году замок в качестве залога был передан Хугольду III Шлайницкому (нем. Hugold III. von Schleinitz), при котором знаменитый архитектор Арнольд Вестфальский (нем. Arnold von Westfalen) предпринял ряд значительных строительных работ. Однако уже в 1488 году Хугольд был вынужден вернуть Рохсбург герцогу Альбрехту Храброму.
В 1503 году замок пал жертвой крупного пожара, начавшегося на кухне и из-за невнимательности быстро распространившегося на жилые постройки.
В Шмалькальденской войне слабо укреплённый Рохсбург был разорён войсками саксонского курфюрста, и впоследствии (вместе с одноимённым владением) продан дворянскому роду Шёнбургов, во владении которых он оставался вплоть до 1945 года. Шёнбурги тем самым смогли значительно расширить своё влияние в речной долине Цвиккауэр-Мульде. Замок был в самое короткое время отстроен заново, приобретя свой современный облик. В 1574 году напротив замковых ворот был возведён двухэтажный увеселительный павильон — в настоящее время последний в своём роде в современной Саксонии.
В 1911 году — перед лицом нараставших финансовых сложностей — Шёнбурги открыли в замке небольшой исторический музей и изначально исключительно католическую молодёжную гостиницу.
После земельной реформы 1945 года владения Шёнбургов были национализированы, и Рохсбург стал государственной собственностью. Музей и гостиница возобновили свою работу уже в 1948 году.
После объединения Германии в замке жил одно время (с 1991 по 1997 годы) его прежний владелец Иоахим фон Шёнбург-Глаухау (1929—1998).
Сегодня Рохсбург находится под управлением Mittelsächsiche Kultur gGmbH, и открыт для посещения.